# (400344) 2007 VP12
(400344) 2007 VP12 es un asteroide perteneciente al cinturón de asteroides descubierto el 16 de octubre de 2007 por el equipo del Catalina Sky Survey desde el Catalina Sky Survey, Arizona, Estados Unidos.

## Designación y nombre
Designado provisionalmente como 2007 VP12.

## Características orbitales
2007 VP12 está situado a una distancia media del Sol de 2,594 ua, pudiendo alejarse hasta 2,969 ua y acercarse hasta 2,219 ua. Su excentricidad es 0,144 y la inclinación orbital 13,03 grados. Emplea 1526,47 días en completar una órbita alrededor del Sol.

## Características físicas
La magnitud absoluta de 2007 VP12 es 16,5. 